# 南投地區
南投地區是位於臺灣南投縣南投市的一個分區，本區為南投市之市區，南投車站、主要行政機關皆設於此區。

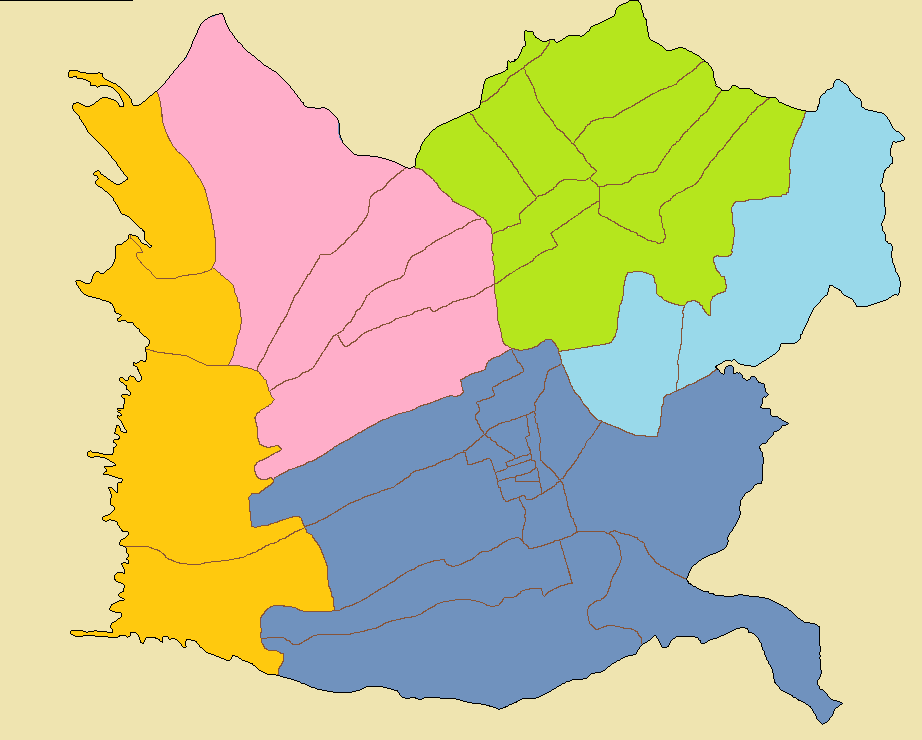
南投市地圖，區域為南投地區

## 人口

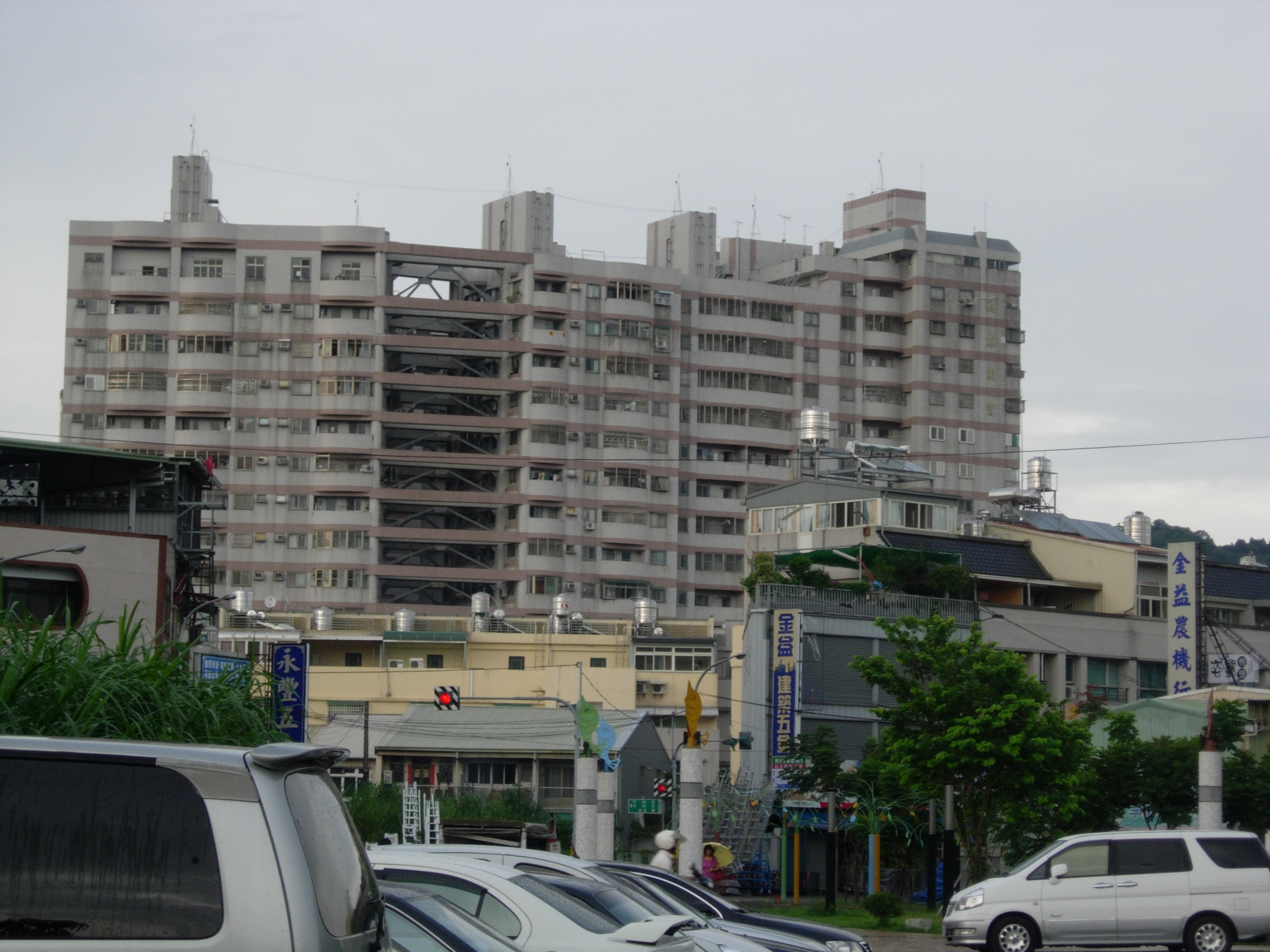
上毅大樓為南投最高之集合住宅

- 十六里合計54218人(2011年5月)，土地面積約為19.81平方公里，人口密度約為2736.9人/平方公里。
- 以仁和、南投、彰仁、崇文、龍泉、三民、康壽等里面積較小密度較高。

## 行政區劃

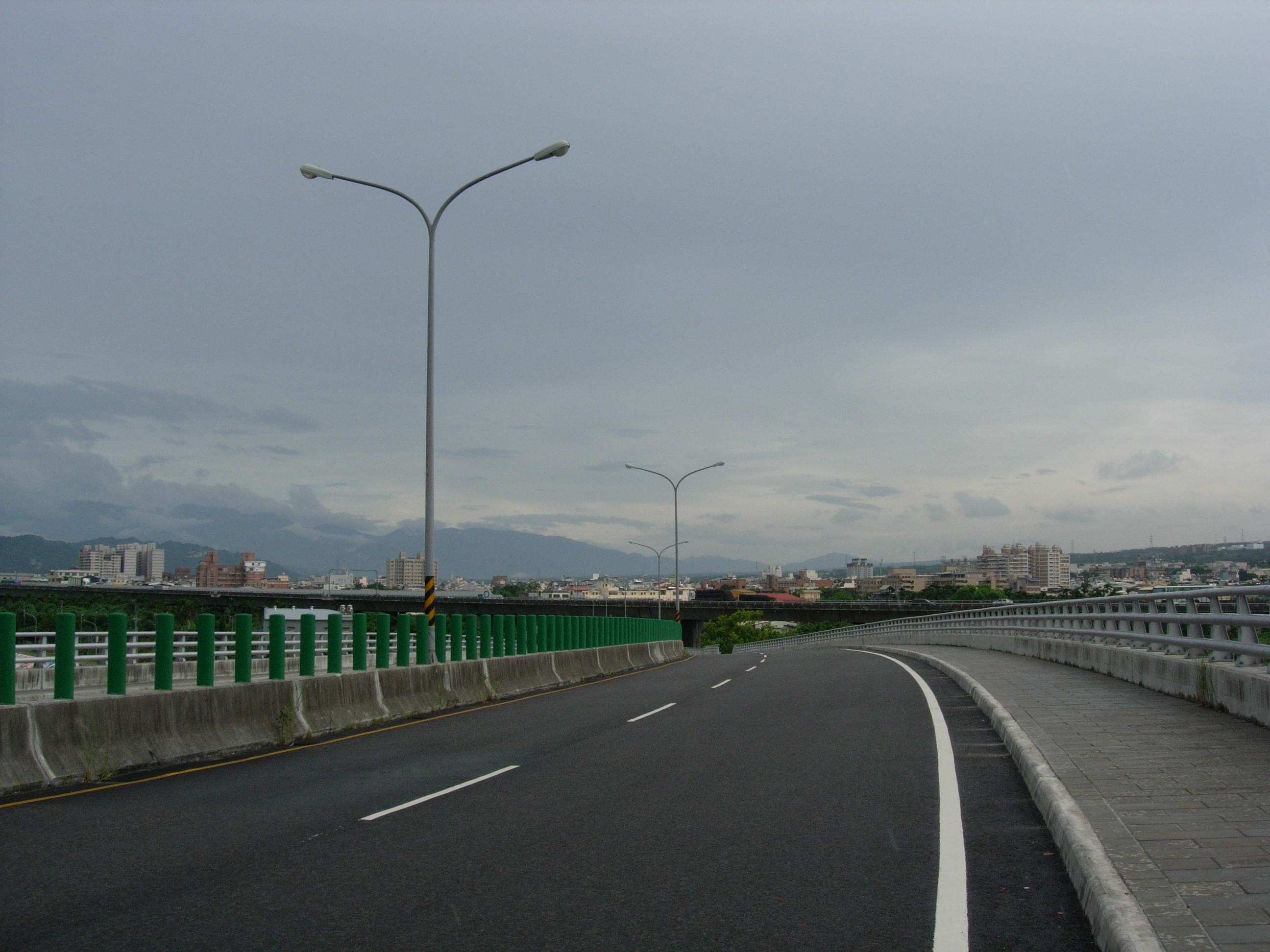
南投市南投地區遠眺

南投地區各里大致以南投街之大字為劃分依據。

### 南投大字分出
- 仁和里

- 南投里：與南投市名稱來源相同。

- 彰仁里

- 崇文里：里名因藍田書院位於此里得名。

- 龍泉里：龍泉一詞由龍泉寺內之「番仔井」而來。（地名包含：番仔井）

- 三民里：與康壽里為界之中山街是南投市金融機構集中地。

- 康壽里：康壽一詞由康壽家莊而來。

### 包尾大字分出
中興路以北為平和里，坑內坑排水以東、平林溪以南為千秋里
- 平和里：縣道139號為此里主要連絡道路。（地名包含：下庄仔、果稟等）

- 振興里：振興里以振興宮為信仰中心，主祀關聖帝君。以縣道139號與中寮鄉互通。（地名包含：包尾）

- 千秋里：投25縣道為此里主要連絡道路。（地名包含：千秋斗、白鷺厝、 泥鰍斗、公埔、月眉）

### 牛運堀大字分出
- 漳和里：和興排水、彰南路二段以東、牛運堀排水以北範圍為漳和里

- 漳興里：祖祠路一路名為此地信奉之祖師廟而來（地名包含：牛運堀、十八張）

### 三塊厝大字分出
彰南路一段以東為三和里，以西為三興里。
- 三和里：縣政機關多位於此里。（地名包含：三塊厝）

- 三興里：亦有數棟縣級機關。

### 茄苳脚大字分出
嘉興排水分線以北為嘉和里，以南為嘉興里。
- 嘉和里
  - 地名包含： 牛食水、石頭公
- 嘉興里
  - 地名包含：茄苳腳

## 交通

### 省道
- 台3線：南崗二路-南崗一路-彰南路
  - 台3甲：彰南路二段-彰南路一段
- 台14乙：中興路

### 縣道
- 縣道139號：嶺興路-民族路-南鄉路
- 縣道150號：大庄路

### 鄉道
- 投25線府南二路-千秋路
- 投25-1線千秋路
- 投30線

### 公車

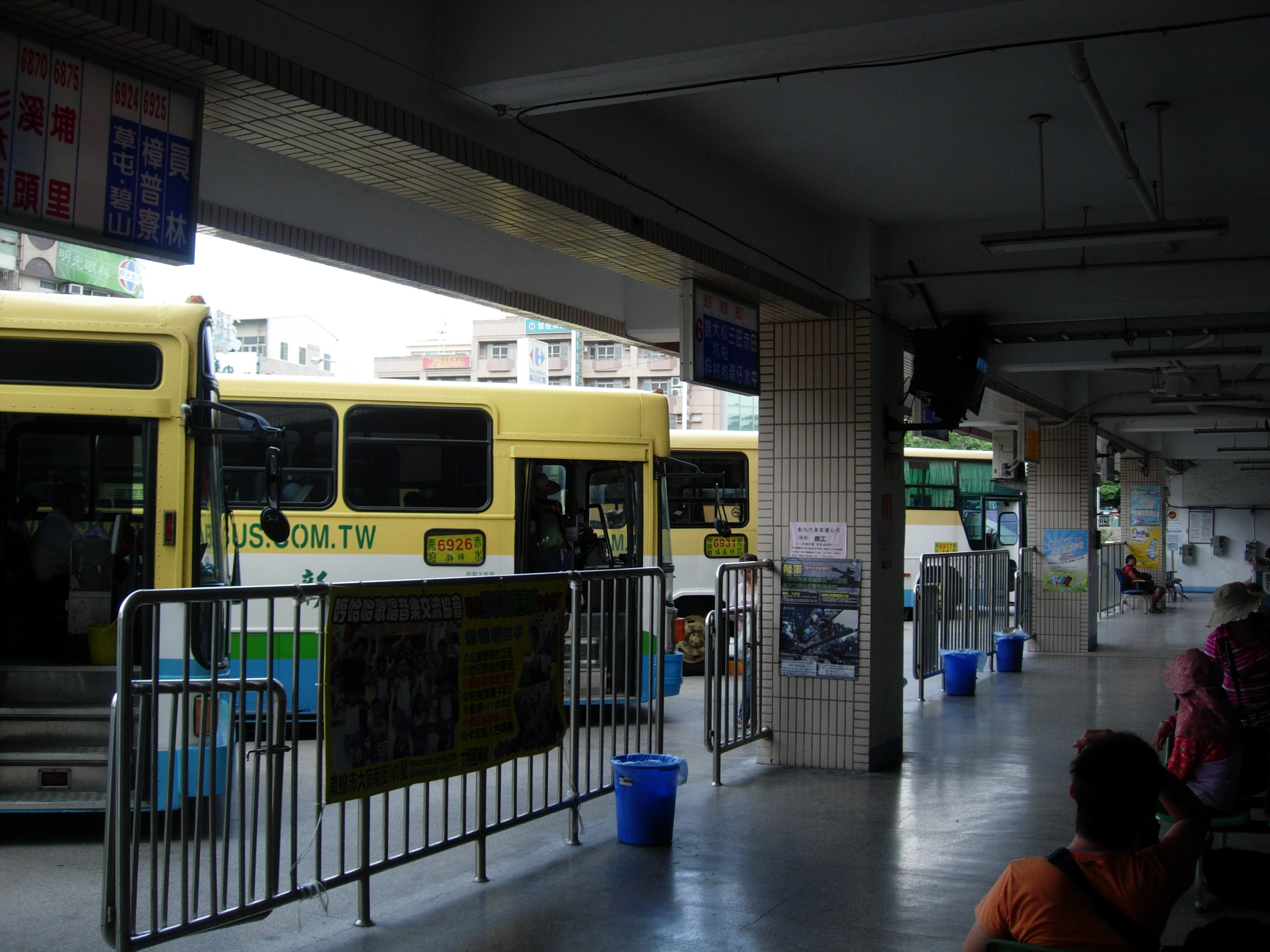
彰化客運為南投地區行駛路線最多之客運公司

位於三和里的南投車站，為客運行駛南投地區之重點車站，以彰化客運、總達客運、國光客運、統聯客運等四家客運公司來往班次數量最多。
- 彰化客運：行駛本區與中寮鄉、名間鄉、草屯鎮、員林市、彰化市、田中鎮間之路線，亦為南投車站營運路線最多之客運公司。
- 總達客運：行駛本區與水里鄉、集集鎮、名間鄉、草屯鎮、台中市間之路線，以南投-台中間之路線為主要營運。
- 國光客運：行駛本區與台北市、三重區、基隆市間之路線，以南投-台北路線為主要路線。
- 統聯客運：行駛本區與台北市、三重區、高鐵台中站間之路線。
  - 彰化客運與國光客運在三和三路上各有一大型場站，唯國光客運場站改建中，暫與彰化客運共同月台。

## 文教

### 高級中學
- 國立南投高級中學 URL（页面存档备份，存于）
- 國立南投高級商業職業學校 URL（页面存档备份，存于）
- 私立五育高級中學

### 國民中學
- 南投縣立南投國民中學（页面存档备份，存于）
- 南投縣立南崗國民中學 （页面存档备份，存于）
- 私立五育高級中學附設國民中學

### 國民小學
- 南投縣南投市南投國民小學 （页面存档备份，存于）　　南投縣南投市千秋國民小學 （页面存档备份，存于）
- 南投縣南投市平和國民小學 （页面存档备份，存于）　　　南投縣南投市漳和國民小學
- 南投縣南投市康壽國民小學 （页面存档备份，存于）　　　南投縣南投市漳興國民小學 （页面存档备份，存于）
- 南投縣南投市嘉和國民小學 （页面存档备份，存于）

### 圖書
- 文化局圖書館
- 南投市立圖書館

## 旅遊
- 中山公園
- 南投縣文化園區
- 綠美橋
- 藍田書院
- 竹藝博物館
- 南投陶展示館

## 外部連結
- 南投都市計畫[永久]
- 內政部南投市地圖